# VUT Cavaliers Brno
VUT Cavaliers Brno (celým názvem: Vysoké učení technické Cavaliers Brno) je klub ledního hokeje z Česka, sídlící v moravském městě Brno. Založen byl v roce 2017 pod názvem Cavaliers Brno. Z počátku nastupoval dva roky v Evropské univerzitní hokejové lize. Od sezony 2019/2020 nastupuje v Univerzitní hokejové lize, která se hraje již pouze na území České republiky.

## Historie

### Založení klubu
V roce 2017 byl založen hokejový Cavaliers Brno. První zápas v rámci EUHL odehrál tým Kavalírů 1. října 2017 proti soupeři z Olomouce, University Shield Olomouc. 

## Historické názvy
- 2017 – Cavaliers Brno
- 2019 – VUT Cavaliers Brno (Vysoké učení technické Cavaliers Brno)

## Stadion
VUT Cavaliers Brno odehrává své domácí zápasy na Zimním stadionu v Kuřimi s kapacitou 400 diváků. V rámci Hokejového souboje univerzit v hale Rondo (sponzorským názvem Winning Group Arena) s kapacitou 7 700 diváků.

## Statistiky

### Přehled ligové účasti

#### Stručný přehled
- 2017–2019: EULH
- 2019– : ULLH

#### Jednotlivé ročníky
| Evropa (2017-2019) |                        |                                         |                                         |                                                          |                                         |                                         |
| Ročník             | Soutěž                 | PK                                      | ZČ                                      | Play-off                                                 | Cel. um.                                | Pozn.                                   |
| 2017/2018          | EUHL                   | 13                                      | 11.                                     | Ne                                                       | 11.                                     |                                         |
| 2018/2019          | EUHL (východní divize) | 12                                      | 11.                                     | Ne                                                       | 11.                                     |                                         |
| Česko (2019-)      |                        |                                         |                                         |                                                          |                                         |                                         |
| Ročník             | Soutěž                 | PK                                      | ZČ                                      | Play-off                                                 | Cel. um.                                | Pozn.                                   |
| 2019/2020          | ULLH                   | 8                                       | 8.                                      | play-off zrušeno kvůli pandemii covidu-19                |                                         |                                         |
| 2020/2021          | ULLH                   | sezóna zrušena kvůli pandemii covidu-19 | sezóna zrušena kvůli pandemii covidu-19 | sezóna zrušena kvůli pandemii covidu-19                  | sezóna zrušena kvůli pandemii covidu-19 | sezóna zrušena kvůli pandemii covidu-19 |
| 2021/2022          | ULLH                   | 10                                      | 10.                                     | Ne                                                       | 10.                                     |                                         |
| 2022/2023          | ULLH                   | 10                                      | 10.                                     | Ne                                                       | 10.                                     |                                         |
| 2023/2024          | ULLH                   | 9                                       | 7.                                      | Čtvrtfinále (prohra 0:2 na zápasy s ZČU Akademici Plzeň) | 7.                                      |                                         |
| 2024/2025          | ULLH                   | 12                                      | 8.                                      | Předkolo (prohra 3:1 s Riders Pardubice)                 | 9.                                      |                                         |

### Přehled kapitánů a trenérů v jednotlivých sezónách
| Sezóna    | Soutěž | Kapitán | Trenéři         | Soupiska           |
| --------- | ------ | ------- | --------------- | ------------------ |
| 2017/2018 | EUHL   |         | Ladislav Šoukal | Soupiska 2017/2018 |
| 2018/2019 | EUHL   |         | Ladislav Šoukal | Soupiska 2018/2019 |
| 2019/2020 | ULLH   |         | Martin Hrstka   | Soupiska 2019/2020 |
| 2020/2021 | ULLH   |         |                 | Soupiska 2020/2021 |
| 2021/2022 | ULLH   |         |                 | Soupiska 2021/2022 |
| 2022/2023 | ULLH   |         | Ladislav Šoukal | Soupiska 2022/2023 |
| 2023/2024 | ULLH   |         | Štěpán Koukal   | Soupiska 2023/2024 |
| 2024/2025 | ULLH   |         |                 |                    |

### Nejlepší střelec, Nejlepší nahrávač
| Ročník    | Soutěž | Branky ZČ                                     | Nahrávky ZČ        | Body ZČ                                                     |
| --------- | ------ | --------------------------------------------- | ------------------ | ----------------------------------------------------------- |
| 2017/2018 | EUHL   | Daniel Polzer 9                               | Jiří Svatuška 7    | Pavel Pospíšil 15                                           |
| 2018/2019 | EUHL   | Dominik Cívka, Daniel Polzer, Bohdan Dobiáš 4 | Libor Dobšák 2     | Dominik Cívka, Daniel Polzer, Bohdan Dobiáš 6               |
| 2019/2020 | ULLH   | Ondra Dlouhý 10                               | Michal Gombarčík 8 | Ondra Dlouhý 16                                             |
| 2020/2021 | ULLH   | Matouš Stupka, Filip Sabol, Josef Nutil 1     | Michal Gombarčík 1 | Matouš Stupka, Filip Sabol, Josef Nutil, Michal Gombarčík 1 |
| 2021/2022 | ULLH   | Ondra Dlouhý 13                               | Lukáš Kaukič 10    | Ondra Dlouhý 17                                             |
| 2022/2023 | ULLH   | Richard Rogoznik 6                            | Vojtěch Pernický 7 | Richard Rogoznik 12                                         |
| 2023/2024 | ULLH   | Benjamin Kolder 7                             | Martin Jaroš 11    | Benjamin Kolder 16                                          |
| 2024/2025 | ULLH   |                                               |                    |                                                             |